# Nouveaux Essais sur l'entendement humain
Les Nouveaux Essais sur l'entendement humain est un ouvrage de Gottfried Wilhelm Leibniz rédigé en 1704 et publié en 1765. Il s'agit d'une réfutation chapitre par chapitre de l’ouvrage de John Locke de 1689 l'Essai sur l'entendement humain. Le texte a la particularité de reprendre en son sein le texte de l'ouvrage de Locke qu'il critique. Leibniz intègre en effet à son propre texte d'importants passages directement issus de l'Essai.
Les Nouveaux Essais prennent forme d’un dialogue imaginaire entre deux personnages : Philalèthe et Théophile. Philalèthe défend la position empiriste, et ses répliques sont souvent des emprunts directs à l'Essai de John Locke. Théophile défend lui l'option rationaliste et oppose des arguments rationalistes forgés par Leibniz.
Les Nouveaux Essais sont, avec la Théodicée, les deux seuls ouvrages majeurs que Leibniz a complétés. La mort de Locke, survenue lorsque Leibniz en finissait la rédaction différa sa publication. Lorsqu’il parut finalement, quelque soixante ans plus tard, la philosophie de Leibniz n'était guère en vogue.

## Parallèles
On retrouve cette même forme d'ouvrage chez George Berkeley dans Trois dialogues entre Hylas et Philonous, soit dans la publication française de 1750 : Dialogues entre Hylas et Philonous, dont le but est de démontrer clairement la réalité & la perfection de l'entendement humain.